# Mariana Sánchez
Mariana "Pomu" Sánchez (Córdoba, Argentina, 31 de mayo de 1989) es profesora de educación física, exfutbolista y entrenadora de la división femenina del Club Atlético Belgrano de la Primera División Argentina.

## Trayectoria

### Carrera futbolística
Comenzó su carrera como futbolista en la Liga Cordobesa de Fútbol para Belgrano, jugando más de 200 partidos y con 23 títulos en su haber.  
En 2021 integró el plantel de Belgrano para disputar la Primera C, torneo organizado por AFA. Ese año aportó 6 goles para la obtención del título.
Al siguiente año el equipo consigue el segundo ascenso consejutivo, subiendo a Primera División. 
En primera llegó a disputar la final de la Copa de la Liga 2023 obteniendo el segundo lugar tras perder frente a Boca Juniors. 

#### Partida a Brasil
A finales del 2023 fichó en el Minas Brasilia FF y compite en la segunda división de Brasil. Tras varios años, dejó el club habiendo conseguido 23 títulos y dos subcampeonatos.  

### Carrera como entrenadora
Tras oficializarse la salida de Maximiliano Luján como Director Técnico de Belgrano, ingresa el club comunicó para ser la entrenadora de la división femenina. 